# Глубочок (Савранский район)
Глубочок (укр. Глибочок) — село, относится к Савранскому району Одесской области Украины.
Население по переписи 2001 года составляло 237 человек. Почтовый индекс — 66224. Телефонный код — 4865. Занимает площадь 0,48 км². Код КОАТУУ — 5124383202.